# Divisione No. 1 (Alberta)
La Divisione No. 1 è una divisione censuaria dell'Alberta, Canada di 74 550 abitanti, che ha come capoluogo Medicine Hat.

## Comunità
- Città
  - Medicine Hat

- Paesi
  - Bow Island
  - Redcliff

- Villaggi
  - Burdett
  - Foremost

- Frazioni
  - Dunmore
  - Elkwater
  - Hilda
  - Irvine
  - Ralston
  - Schuler
  - Seven Persons
  - Suffield
  - Veinerville
  - Walsh
  - Wildhorse

- Distretti municipali
  - Cypress County

- Municipalità di contea
  - Forty Mile County